# Vladimír Böhm
Vladimír Böhm (* 6. prosince 1938 Žilina) je český pedagog a mayolog.

## Život
Narodil se 6. prosince 1938 ve slovenské Žilině, ale téměř celý život žije v Kolíně. Studoval pedagogickou fakultu na univerzitě v Hradci Králové, obor ruština-dějepis. O mayskou kulturu se začal zajímat spolu se svým bratrem Bohumilem a oba se proslavili jednak vytvořením tzv. Böhmovy korelace přepočtu mayského datování na současné, jednak výzkumem v oblasti konce světa roku 2012.

## Dílo
- Mayské dějiny (2018)
- Vznik a vývoj kalendáře (2020)